# 高地霸鹟
，是雀形目霸鹟科的一种鸟类，属于单型的高地霸鹟属（学名：Guyramemua）。它们分布在巴西和玻利维亚。